# Kepler-20 e
Kepler-20 e — экзопланета, которая обращается вокруг звезды Kepler-20, находящейся в созвездии Лира на расстоянии примерно в 950 световых лет от нас.

## Характеристики
Kepler-20 e — по размерам меньше нашей Земли. Её орбита располагается второй по счёту от родительской звезды, однако она находится очень близко к светилу, из-за чего её эффективная температура должна достигать 1377 кельвинов, или 760 градусов Цельсия, что выше температуры Венеры и вполне достаточно чтобы расплавить стекло. Это самая маленькая планета в системе и относится к классу миниземель. Год на планете длится 6 земных дней.